# Oxytropis pilosa
Espèce
Statut de conservation UICN

 LC  : Préoccupation mineure
Oxytropis pilosa, l'Oxytropide poilue,  est une espèce de plantes à fleurs de la famille des Fabaceae et de la sous-famille des Faboideae. C'est une plante herbacée que l'on trouve en Europe centrale et en Europe de l'Est jusqu'à la Russie. Elle fleurit de juin à août.